# Броненосные крейсера типа «Инфанта Мария Тереза»
Броненосные крейсера типа «Инфанта Мария Тереза» (исп. Clase Infanta María Teresa) — боевые корабли испанского флота. Являлись увеличенным вариантом британских броненосных крейсеров типа «Орландо», было построено 3 единицы: «Инфанта Мария Тереза» (исп. Infanta Teresa  Maria ), «Альмиранте Окендо» (исп. Almirante Oquendo), «Бискайя» (исп. Vizcaya). Все крейсера принимали участие в испано-американской войне.
Развитием проекта стали крейсера типа «Принцесса де Астуриас».

## История создания
После Каролинского кризиса (попытки немецкой канонерки захватить в 1885 году принадлежавшие испанцам остров в Тихом океане) правительство Испании приняло решение срочно заказать шесть броненосных крейсеров, которые, действуя из метрополии, гарантировали бы защиту отдалённых колониальных владений. В качестве наиболее подходящего образца были выбраны британские броненосные крейсера типа «Орландо». Однако испанские крейсера должны были быть существенно крупнее, с более мощной двигательной установкой и скоростью, более крупным калибром главных орудий и большей толщиной бортовой брони. Для строительства кораблей в Испании было образовано совместное англо-испанское предприятие «Sociedad Astilleros del Nervion» и устроена верфь в Бильбао, на которой в 1889 году было заложено три первых корабля:
«Инфанта Мария Тереза» — заложен 24 июля 1889, спущен 30 августа 1890, вступил в строй 28 августа 1893 года.
«Бискайя» — заложен 7 октября 1889, спущен 4 октября 1891, вступил в строй 2 августа 1894 года.
«Альмиранте Окендо» — заложен 16 ноября 1889, спущен 4 октября 1891, вступил в строй 21 августа 1895 года.
Одновременно три корабля были заложены на казённых адмиралтействах в Картахене, Ферроле и Кадисе, но так как их строительство затянулось и в проект были внесены серьёзные изменения, эти корабли — «Принцесса де Астуриас», «Каталунья» и «Кардинал Сиснерос» — стали особым типом крейсеров.

## Конструкция

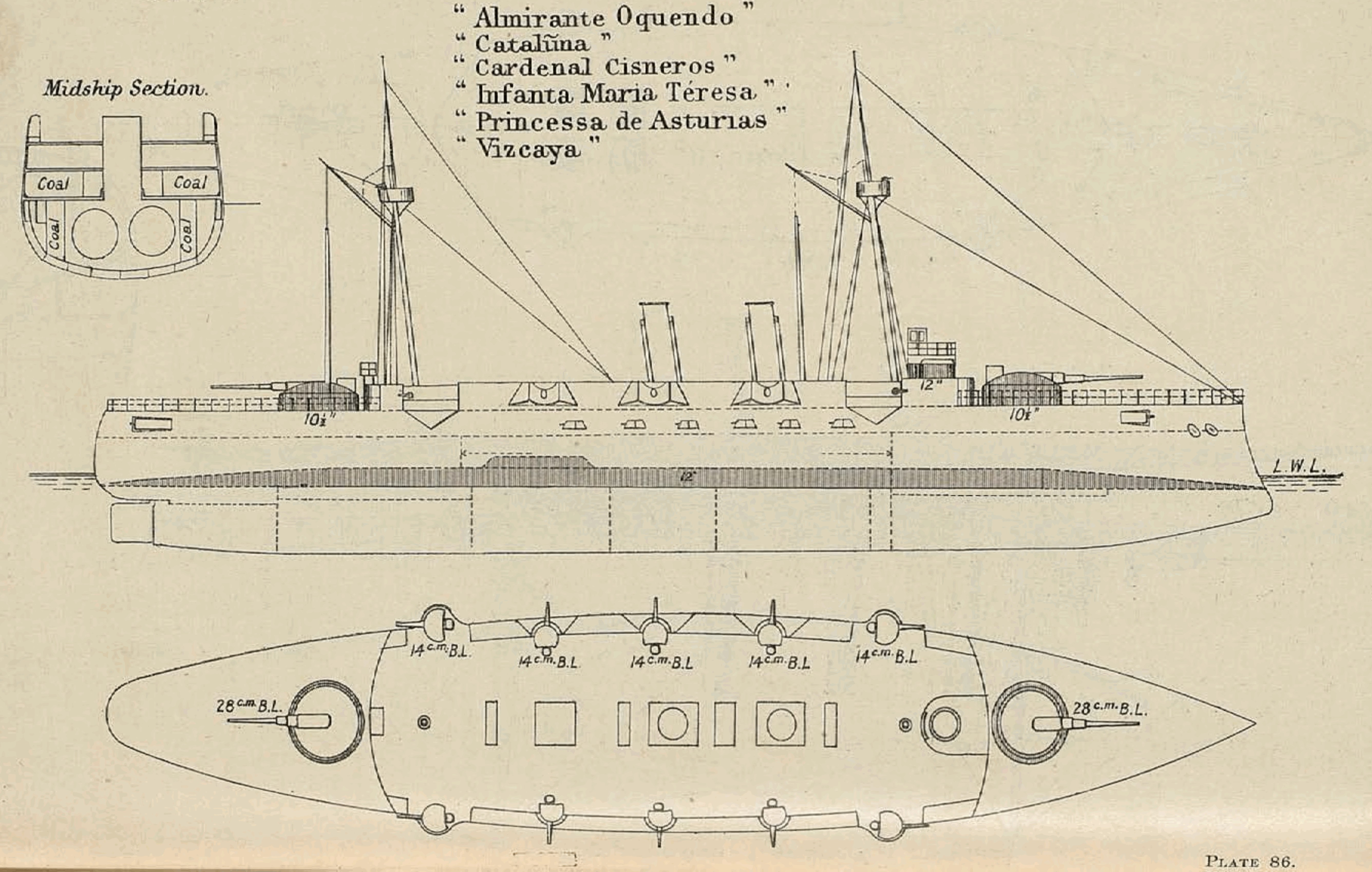
Броненосный крейсер «Инфанта Мария Тереза». Схема.

### Корпус
Крейсера имели стальной высокобортный гладкопалубный корпус с таранным форштевнем. Силуэт с возвышавшимися над центральной надстройкой двумя мачтами и слегка наклонёнными назад дымовыми трубами называли изящным и элегантным. Корабли обладали хорошей мореходностью и отличной маневренностью, но отсутствие медной обшивки подводной части создавало угрозу обрастания водорослями при длительном плавании в тропических водах, а большое количество деревянных деталей, применявшихся в надстройках и внутренних конструкциях, делало крейсера в ходе боя уязвимыми для пожаров.

### Силовая установка
Корабли приводили в движение двумя винтами, вращавшимися двумя 3-цилиндровыми вертикальными паровыми машинами тройного расширения, изготовленными в Испании по британской лицензии. Машины питали шесть огнетрубных котлов (три двойных) в двух котельных отделениях. Мощность двигательной установки должна была составлять 9 тыс. л. с. при естественной тяге и 13 тыс. — при форсированной. Скорость при этом должна была составлять соответственно 18 и 19,5 узлов. Фактически при сдаточных испытаниях скорость превышала 20 узлов. Крейсера могли принять на борт 1050 т. угля, что хватало на 10 тыс. миль плавания экономным 10-узловым ходом.

### Бронирование
Толстая бортовая броня кораблей данного типа была характерная скорее для броненосца, чем крейсера, но при этом прикрывала лишь небольшую часть корпуса. Броневой пояс имел толщину в 12 дюймов, но ширину всего в 1,68 м, при этом над ватерлинией при нормальной загрузке угля выступало всего 0,46 м. Бронепояс простирался в длину на 2/3 корпуса (66,5 м.), носовая и кормовая оконечности корабля оставались без его защиты. Впереди и сзади бронепояса замыкали броневые траверсы такой же толщины. Бортовую броню сверху прикрывала броневая палуба 2-дюймовой, а на скатах — 3-дюймовой толщины, правда, не из броневой, а из обычной стали.
Выступавшие над ней судовые механизмы закрывал невысокий гласис из наклонных плит 6-дюймовой толщины, прикрытых 2-дюймовыми крышками. Орудия главного калибра защищались бронированными барбетами толщиной в 10-дюймов, прикрытые сверху броневыми полусферами из 4-дюймовой брони. Подъёмники для поднятия боезапаса к орудиями ГК защищала труба из 8-дюймовой брони.

### Вооружение
Главным калибром крейсера были два 280-мм (11-дюймовых) орудия испанской фирмы «Онтория» в носовой и кормовой башнях. Вспомогательную артиллерию составляли десять 140-мм (5,5-дюймовых) орудий Онтория, установленных за броневыми щитами в средней части верхней палубы (по пяти на борт). Крайние орудия были вынесены на спонсоны и могли вести огонь соответственно на нос и корму. Малокалиберную артиллерию, предназначенную для борьбы с миноносцами, составляли восемь 57-мм (6-фунтовых) пушек Норденфельда и восемь 37-мм пушек Гочкиса, размещенных на нижней батарейной палубе. На марсах мачт стояло две 11-мм митральезы. Минное вооружение каждого крейсера составляли восемь 356-мм (14-дюймовых) торпедных аппарата Шварцкопфа — четыре неподвижных по паре на носу и корме и четыре поворотных по два на борт.
Орудия испанского производства отличалось устарелостью системы и ненадежностью, которая ещё более возросла после установки на 5,5-дюймовые орудия для увеличения скорострельности модернизированных затворов. Низкого качества были и боеприпасы. По словам адмирала Серверы, командовавшего эскадрой испанских броненосных крейсеров во время войны с США: «Из 3000 снарядов для пушек Онтория [по 100 снарядов для 30 140-мм орудий] только 620 можно использовать, остальные же абсолютно бесполезны.»

## Служба
Крейсера были зачислены в состав испанского флота: «Инфанта Мария Тереза» — в 1893, «Бискайя» — в 1894, а «Адмирал Окендо» в 1895 г., ещё до полной установки на них вооружения. После завершения монтажа орудий главного калибра три однотипных крейсера образовали Практическую эскадру — основу испанского флота. «Инфанта Мария Тереза» представляла Испанию на открытии Кильского канала в 1895 г. В 1897 г. «Инфанта» посетила Нью-Йорк, а «Бискайя» участвовала в международном смотре на Спитхэдском рейде по случаю 60-летия вступления на престол британской королевы Виктории. В том же году «Бискайя» ушла на Кубу, где 9 месяцев находилась в качестве стационера в Гаване.
В январе 1898 г., после прибытия в Гавану американского броненосного крейсера «Мэн» «Бискайя» была направлена с ответным визитов в Нью-Йорк. После взрыва «Мэна» 15 февраля 1898 г. испано-американские отношения резко ухудшились, и «Бискайя» срочно вернулась в Гавану, куда прибыл и «Адмирал Окендо». В условиях угрозы войны два крейсера в апреле покинули Гавану и перешли к островам Зелёного мыса, соединившись там с «Инфантой Марией Терезой» и купленным у Италии новым броненосным крейсером «Кристобаль Колон», а также тремя эсминцами. Через несколько дней, уже после объявления испано-американской войны, эскадра под командованием контр-адмирала П. Серверы отправилась в Вест-Индию, хотя серьёзно уступала по силам сосредоточенному там американскому флоту.
Так как Сервере не удалось встретиться с посланными пароходами-угольщиками, его эскадра испытывала серьёзные проблемы с топливом и не смогла дойти до укрепленной Гаваны. 19 мая испанские крейсера прибыли в Сантьяго-де-Куба, где вскоре были заблокированы американской эскадрой вице-адмирала У. Сэмпсона. 3 июля 1898 г. Сервера попытался прорваться, что привело к сражению при Сантьяго, в котором все испанские корабли были потеряны. «Инфанта Мария Тереза» и «Адмирал Окендо» продержались в бою менее часа и, охваченные пожарами, были вынуждены выброситься на берег всего в 6,5 милях от Сантьяго, «Бискайя» сумела уйти от Сантьяго на 21 милю, прежде чем также не была вынуждена выброситься под обстрелом на берег и спустить флаг.
Имея шансы оторваться от тихоходных американских броненосцев, испанские крейсера оказались неспособны развить максимальную скорость из-за обрастания подводной части корпуса, низкого качества полученного в Сантьяго угля и плохой работы кочегаров. Испанская корабельная артиллерия в решающем бою показала свою полную непригодность: «Затворы не закрывались, снаряды заклинивало в стволах, запальные трубки отказывались срабатывать. Из одного орудия безуспешно пытались выстрелить семь раз, прежде чем это удалось сделать, из другого — восемь». К тому же через короткое время большинство орудий на испанских кораблях было выведено из строя в результате попаданий или близких разрывов американских снарядов, а также охвативших палубы пожаров.

Выбросившаяся на берег после боя «Инфанта Мария Тереза»

Получив 40 попаданий снарядами крупного и среднего и 64 — малого калибра, испанские крейсера были вынуждены прекратить борьбу и сдаться, хотя у них «ни один снаряд не повредил жизненно важных конструкций или механизмов». Американские снаряды действительно не могли пробить толстый бронепояс крейсеров, однако при попадании в незащищенные броней обширные части борта и надстройки на испанских кораблях появлялись огромные пробоины и разрушения («верхние сооружения были разнесены в клочья, а мостики уничтожены»), происходили внутренние взрывы (в частности из-за поражения снаряженных торпедных аппаратов), бил пар из порванных паропроводов, а пожарные магистрали не давали воду, что делало невозможным борьбу со стремительно распространявшимися пожарами. По мнению историка флота Х. Вильсона: «Очевидно, американцы целились в центр корабля, чтобы вызвать пожар на жилой палубе и в каютах».
Пожары, полностью охватившие все три крейсера, продолжались после того, как они были оставлены экипажами. На «Адмирале Окендо» и «Бискайе» произошли взрывы погребов боеприпасов, что практически разрушило эти корабли. Менее пострадавшую «Инфанту Марию Терезу» попытались доставить для ремонта в США. 1 ноября 1898 года при буксировке в Норфолк она попала в шторм и затонула близ острова Кэт.

## Оценка проекта
Роковая для крейсеров типа «Инфанта Мария Тереза» битва при Сантьяго выявила их серьёзные недостатки, прежде всего — небоеспособное артиллерийское вооружение и устаревшая система бронирования — узкий толстый бронепояс, защищавший ватерлинию от поражения из орудий крупного калибра, но не прикрывавший надводную часть корабля от разрушительного огня среднекалиберной артиллерии. Уязвимость кораблей усиливалась из-за обилия на них деревянных деталей, размещения важнейших паропроводов над броневой палубой и наличие многочисленных торпедных аппаратов.
К достоинствам следует отнести первоначально хорошие мореходные качества «Инфант», которые, впрочем, не смогли проявить себя в условиях обросших ракушками дна и низкокачественного угля.